# Georg Philipp (Ortenburg)
Graf Georg Philipp (* 10. September 1655 in Regensburg; † 5. Mai 1702 auf Schloss Alt-Ortenburg) war der einzige Sohn von Reichsgraf Georg Reinhard von Ortenburg und Gräfin Esther Dorothea von Kriechingen und Püttingen der zum Erwachsenenalter heranwuchs. Er entstammte dem niederbayerischen Adelsgeschlecht Ortenburg. Dank seiner Mutter wurde er evangelisch erzogen, die eine Zwangskonvertierung durch seinen Onkel Graf Christian verhinderte. Nach dem Tod seines Onkels 1684 übernahm Georg Philipp die Regentschaft bis zu seinem Tode 1702. Seine Regierungszeit wurde vom Rechtsstreit seiner Untertanen gegen ihn geprägt.

## Leben und Wirken

### Jugend

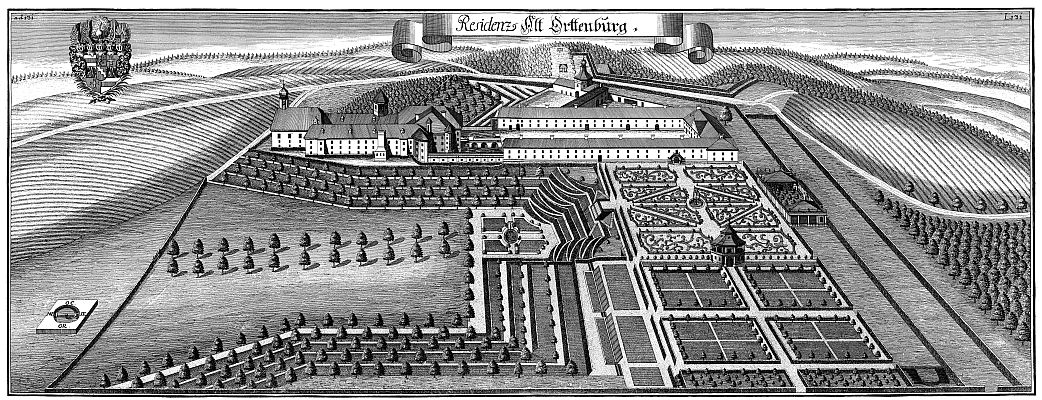
Schloss Alt-Ortenburg wurde nach der Auslösung der Reichsgrafschaft durch seinen Vater Georg Reinhard 1662 neuer Wohnsitz für seine Familie.

Geboren wurde Georg Philipp in Regensburg. Es ist anzunehmen, dass seine Eltern dort lebten, solange die Reichsgrafschaft Ortenburg verpfändet war. Nachdem es Georg Reinhard im Jahre 1662 gelungen war die Grafschaft auszulösen zog die Familie auf die Stammburg Schloss Alt-Ortenburg um. Sein Vater war aus politischen Gründen im Jahre 1624 zum katholischen Glauben konvertiert. Georg Philipp und seine Geschwister wurden aber dennoch evangelisch aufgezogen.
Vier Jahre später verstarb Georg Philipps Vater. Georg Philipp war zu jener Zeit erst elf Jahre alt. Offizieller Vormund wurde laut Erbvertrag aus dem Jahre 1660 sein katholischer Onkel Christian. Dieser forderte er müsse umgehend als zukünftiger Regent zum katholischen Glauben konvertieren. Gräfin Esther Dorothea war jedoch nicht gewillt, dass ihr Schwager Graf Christian über ihre Kinder bestimmen solle, so floh sie mitsamt den Kindern bereits sechs Tage nach dem Tod ihres Mannes am 10. September 1666. Sie tarnte den Fluchtversuch als eine Reise um die Kinder abzulenken. Ziel der Flucht war die Stadt Regensburg. Graf Christian erfuhr jedoch von der Flucht und verfolgte die Flüchtigen mit einigen bayerischen Reitern. Bei Plattling stellte er sie schließlich. Sie wurden alle umgehend zurück nach Ortenburg gebracht. Die erste Nacht blieb Georg Philipp und seine beiden Schwestern zunächst bei ihrem Onkel, ehe Graf Christian sie am nächsten Tage ihrer Mutter zurückbrachte. Dabei unterrichtete er Esther Dorothea, dass er sich per Eilbote bei Kaiser Leopold I. über ihr Verhalten beschwert hatte und im gleichen Zug den Kaiser über den Tod ihres Mannes unterrichten ließ.
Aus Angst die Kinder durch Erlass des Kaisers ganz zu verlieren schmiedete sie einen erneuten Fluchtplan. Dieser wurde bereits in der Nacht in die Tat umgesetzt. Als erstes flohen sie zu viert ins Kloster St. Nikola bei Passau. Dort schifften sie sich nach Linz ein. Über Salzburg und Tirol gelangte Georg Philipp mit seiner Familie schließlich in die Reichsstadt Ulm. Als Graf Christian von der erneuten Flucht erfuhr, hastete er die Straße nach Regensburg hinauf, da er dachte, sie würden denselben Weg wählen. Er konnte sie somit nicht stellen. Seine Bemühungen Georg Philipp später in Regensburg aufzuspüren scheiterten ebenso.

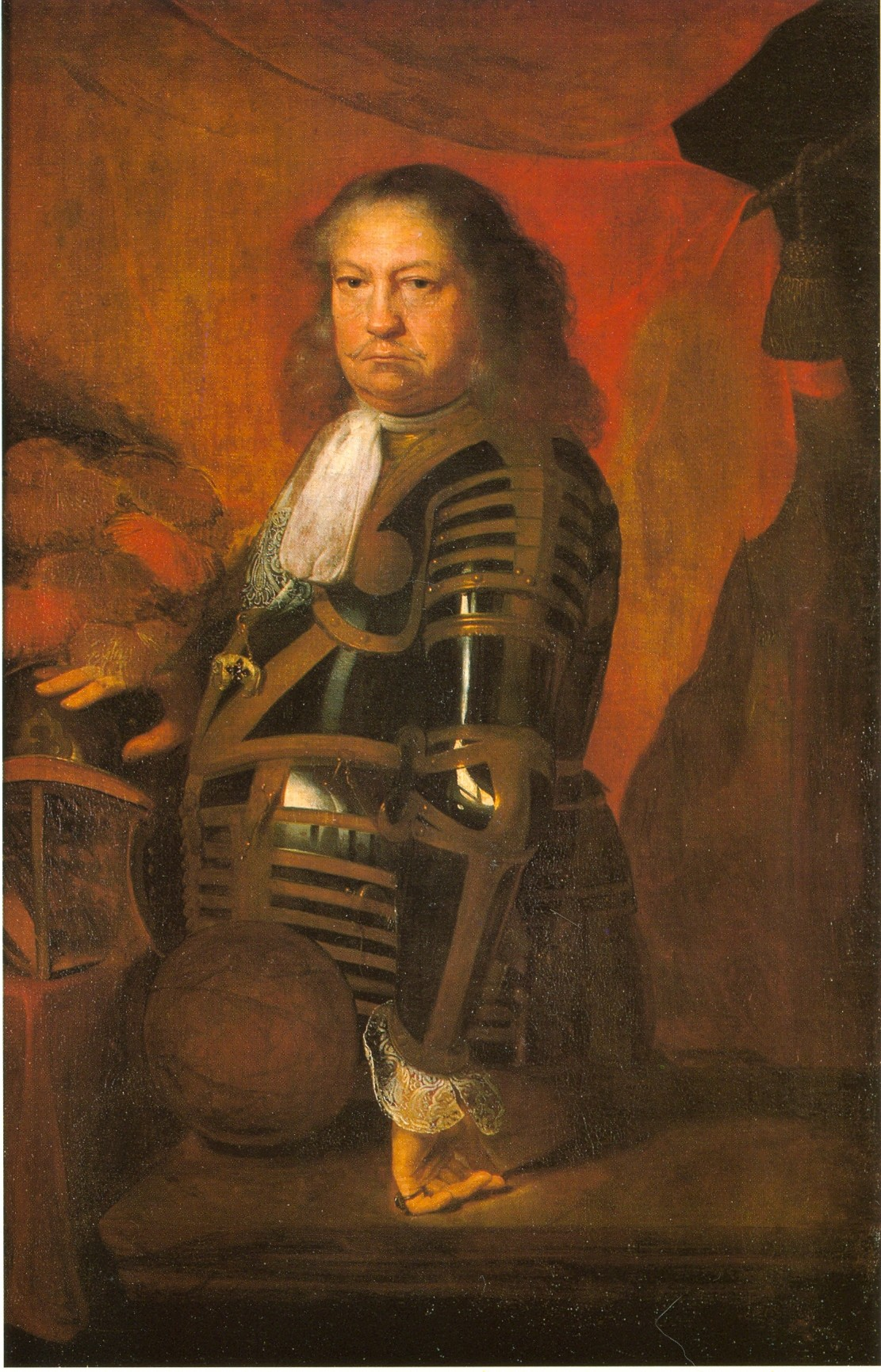
Herzog Eberhard III. von Württemberg übernahm die Vaterrolle für die Halbwaisen.

Währenddessen traf sich Georg Philipps Mutter mit dem evangelischen Herzog Eberhard III. von Württemberg. Sie konnte ihn dazu überreden die Vaterrolle für die Halbwaisen zu übernehmen. Georg Philipp wurde vom Herzog umgehen nach Tübingen gesandt, um dort ausgebildet zu werden. Seine beiden Schwestern kamen hingegen unter die Aufsicht der Gemahlin des Herzogs.
Als Graf Christian dies erfuhr, versuchte er über mehrere Jahre die Kinder zurück nach Ortenburg zu bringen. Georg Philipps Mutter kämpfte jedoch vehement gegen die Bestrebungen Christians. So wandte sie sich 1667 an die evangelischen Stände im immerwährenden Reichstag zu Regensburg und versuchte dort offiziell die Vormundschaft über Georg Philipp und seine Schwestern zu erlangen. Sie begründete dies damit, dass ein Konfessionswechsel ihres Sohnes eine Bedrohung für den evangelisch-lutherischen Glauben in Ortenburg und damit für den Westfälischen Frieden wäre. Jedoch entschied der Reichshofrat im Jahre 1668, dass der Erbvertrag aus dem von 1660 gelte und Graf Christian der rechtmäßige Vormund der Kinder sei. Auch spätere Bitten an die protestantischen Stände und Kaiser Leopold blieben erfolglos. Die Vormundschaft und die Verwaltung Georg Philipps Besitz blieb bei seinem Onkel. Dies alles hatte dennoch keinen Einfluss auf Georg Philipp selbst, da er stets in Württemberg unter dem Schutz des Herzogs blieb.
Georg Philipp kehrte erst nach seiner Volljährigkeit in die Reichsgrafschaft zurück. Somit blieb er zeitlebens evangelisch und der lutherische Glauben der Grafschaft wurde gewahrt. Nach seiner Rückkehr übernahm er den Besitz seines Vaters, Schloss Alt-Ortenburg und umliegenden Besitz. Des Weiteren stand ihm, obwohl er noch nicht amtierender Graf war, laut Erb- und Teilungsvertrag die Hälfte aller Einnahmen der Grafschaft zu.

### Regierungszeit
Nachdem Georg Philipps Onkel am 11. September 1684 verstorben war, erlangte er aufgrund des geltenden Senioratrechts die Regentschaft der Reichsgrafschaft. Jedoch gab es anfänglich, aufgrund des Testaments Graf Christians, einen großen Konflikt. Sein Onkel hatte Georg Philipp enterbt und große Teile der Grafschaft drohten nun unter gräflich Salm'sche Herrschaft zu fallen. Den daraus resultierenden Prozess um die Erbschaft konnte der junge Graf jedoch für sich entscheiden. Grund war wohl der Erbvertrag aus dem Jahre 1660 zwischen Georg Philipps Vater und Graf Christian.
Schließlich wurde Georg Philipp am 3. April 1685 durch Kaiser Leopold I. mit der Grafschaft und allen dazugehörigen Rechten belehnt.
Im selben Jahr fanden in Nürnberg Heiratsverhandlungen zwischen dem Hause Ortenburg und Zinzendorf-Pottendorf statt. Diese wurden schon bald erfolgreich abgeschlossen. Der Ehevertrag wurde am Tag der Hochzeit am 1. Juni in Nürnberg unterzeichnet. Georg Philipp heiratete somit die ebenso evangelische Gräfin Amalia Regina von Zinzendorf und Pottendorf. Diese Eheschließung sollte nach Georg Philipps Ableben noch eine bedeutende Rolle für die Grafschaft spielen, da die Gräfin die Vormundschaft über ihren Sohn Johann Georg übernahm.
Als im Jahre 1697 die Grafen von Kriechingen und Püttingen in männlicher Linie ausstarben, beanspruchte Georg Philipp für sein Geschlechte die Hälfte der Grafschaft. Begründung seiner Ansprüche waren die Erbansprüche seiner Mutter als noch lebende Gräfin aus dem Hause Kriechingen und Püttingen. Dieser Prozess sollte jedoch noch Jahrzehntelang andauern und Georg Philipp sollte dessen Ende nicht mehr erleben. Den Ortenburgern blieb es aber verwehrt die reichen Besitzungen in Luxemburg für sich zu gewinnen.

### Prozess um Steuerbelastung der Bürger
Georg Philipps Amtszeit wurde jedoch geprägt von dem zweiten Gerichtsprozess der Ortenburger Bevölkerung gegen das Grafengeschlecht. Auslöser war die hohe Reichssteuerbelastung für die Grafschaft. Die Kosten der Reichssteuer für das Reichskammergericht und die beständigen Reichskriege waren zu jener Zeit ungleich verteilt. Vor allem der Reichsgrafenstand und Reichsstädte hatten den Großteil der Kosten zu tragen. Viele Stände und Reichsklöster hatten sich darüber bereits beschwertet. Selbst Georg Philipps Vorgänger, Graf Christian scheiterte einst mit seiner Beschwerde. Eine kaiserliche Kommission, die zur Untersuchung der Abgaben eingesetzt wurde, war damals zum Entschluss gekommen, dass die Steuern nicht überhöht seien. Somit blieb es bei der hohen Steuerbelastung für die Reichsgrafschaft. Die Bevölkerung hatte aufgrund dieser sehr zu leiden.
Im August 1698 war Georg Philipp jedoch gezwungen, die Steuern weiter zu erhöhen und eine weitere Steuer einzuführen. Gründe hierfür waren einerseits eine Geldeinlage in die Kasse des bayerischen Reichskreises und andererseits die hohen Unterhaltskosten der bayerischen Heere gegen die Türken.
Die Steuererhöhung führte zum endgültigen Zwiespalt zwischen dem Grafen und den Bürgern. Diese fühlten sich nun überfordert. Sie waren bereits zuvor gekränkt, da sie das Schankrecht für Wein und Bier an das gräfliche Haus verloren hatten. Ebenso war die neue Steuer für den „Fleischaufwand“ bis dato in der Grafschaft unbekannt. Somit führte die Überbürdung an Steuern und der Missstand der ungerechten Verteilung der Steuerlast letztendlich zu ersten Protesten in der Bevölkerung.
Ein weiterer Unmut der die Bevölkerung nagte, war bereits zu Pfingsten 1698 eingetreten. Graf Georg Philipp änderte die Art der Steuerzahlung. Zuvor wurden die Steuern vom Bürgermeister gesammelt und anschließend dem Grafen übergeben. Dabei wurde jeder Bürger Ortenburgs über die Verwendung des Geldes aufgeklärt. Nun hingegen wurden die Steuern direkt von gräflichen Beamten erhoben und die Verwendung des Geldes wurde der Bevölkerung verschwiegen.
Im August befahl Graf Georg schließlich all seinen Untertanen, nach „Pflicht und Gewissen“ ihr ganzes Vermögen anzugeben, zu schätzen und auf sogenannte „Vermögenszettel“ einzutragen. Bei Nichtnachkommen dieser Forderung wurden hohe Strafen der Bevölkerung angedroht. Die Bürgerschaft befürchtete nun, die Steuern würden nun noch weiter steigen, vor allem für Handwerker. So fasste man den Beschluss, sich über die hohe Steuerlast und die anderen Missstände vor dem Reichshofrat in Wien zu beschweren. Daraufhin sammelten die Bürger etwa 100 Gulden zur Bezahlung der anfallenden Kosten und entsandten am 7. September 1698 eine Deputation nach Wien. Diese sollte um Hilfe beten und eine Bestätigung der bürgerlichen Freiheiten in Ortenburg erwirken. Ein Großteil der Bevölkerung der Grafschaft wollte nun bis zum Eintreffen der kaiserlichen Entscheidung die Abgabe der Vermögenszettel verweigern. Die meisten Bürger, bis auf die Ratsleute und einige Händler, folgten dieser Anweisung.
Aus diesem Grund ließ der Kanzleidirektor des Grafen, Eberhard August Knorr, noch am selben Tag mehrere Verhaftungen im Ort vornehmen. Auch in der Folgezeit kam es vermehrt zu Verhaftungen. Den Handwerkern wurden die Waren abgenommen, welche anschließend auf Schloss Alt-Ortenburg gebracht wurden. Manchen wurde sogar das Gewerbe gesperrt und versiegelt. Wenn jedoch jemand bereit war, die Steuern zu zahlen und den Vermögenszettel abzugeben, wurde er umgehend freigelassen. Ein Webermeister hingegen wurde an den Pranger auf den Marktplatz gestellt und anschließend sogar aus der Grafschaft verbannt. Viele Bürger flohen daraufhin aus Angst in die kurfürstlich-bayerischen Nachbarorte Dorfbach und Rainding. Die meisten Gefangenen folgten bald den Anweisungen des Grafen und gaben die Vermögenszettel ab, um ihre Freiheit wiederzuerlangen.
Da es jedoch immer noch viele Bürger gab, die sich weigerten, Folge zu leisten, ließ der Kanzleidirektor eine Tafel am Marktplatz aufstellen, einen sogenannten „Schnellgalgen“. An diesem sollten alle Namen von Bürgern aufgehängt werden, welche gegen den Grafen wären. Des Weiteren wurde als weiteres Druckmittel der Handel innerhalb der Grafschaft untersagt und der Handel mit dem Kurfürstentum Bayern eingestellt.
Als endlich die Deputation aus Wien zurückkehrte, wurden alle sofort verhaftet und in das Gefängnis auf Schloss Alt-Ortenburg geworfen.
Währenddessen hatte Kaiser Leopold I. den Passauer Fürstbischof Johann Philipp von Lamberg aufgetragen die Missstände in der Grafschaft zu untersuchen. Da der Bischof jedoch erkrankt war, schickte er seine Räte Freiherr Peter Georg von Spielberg, Johann Jakob von Lauterburg und Dr. Johann Georg Huber nach Ortenburg. Die Gesandten trafen am 12. Januar 1699 in Ortenburg ein und begannen umgehend mit den Untersuchungen und Verhandlungen. Diese währten bis zum 28. Januar.
Zunächst wurden fünf Beschwerdepunkte des Grafen gegen die Bevölkerung behandelt, darunter waren Beleidigungen und Morddrohungen gegen gräfliche Beamte. Angeblich wurde sogar der gräfliche Aushang mit Kot beschmiert. Den Bürgern wurde aber keinerlei Schuld durch die Kommission nachgewiesen. Die Anklagepunkte wurden daraufhin bald fallen gelassen. Anschließend wurden elf Beschwerdepunkte der Bevölkerung behandelt. Darunter waren unter anderem eine Entschädigung für die Abholzung des Bürgerholzes in der Zell durch den Grafen, die Rückkehr zur alten Steuereintreibung und einige kirchliche Fragen. Einige Beschwerdepunkte wurden vom Grafen angenommen, andere hingegen abgelehnt, bzw. von der Kommission abgelehnt, da sich der Graf z. B. an den Unterhaltskosten für die gräflichen Gärten beteiligte.

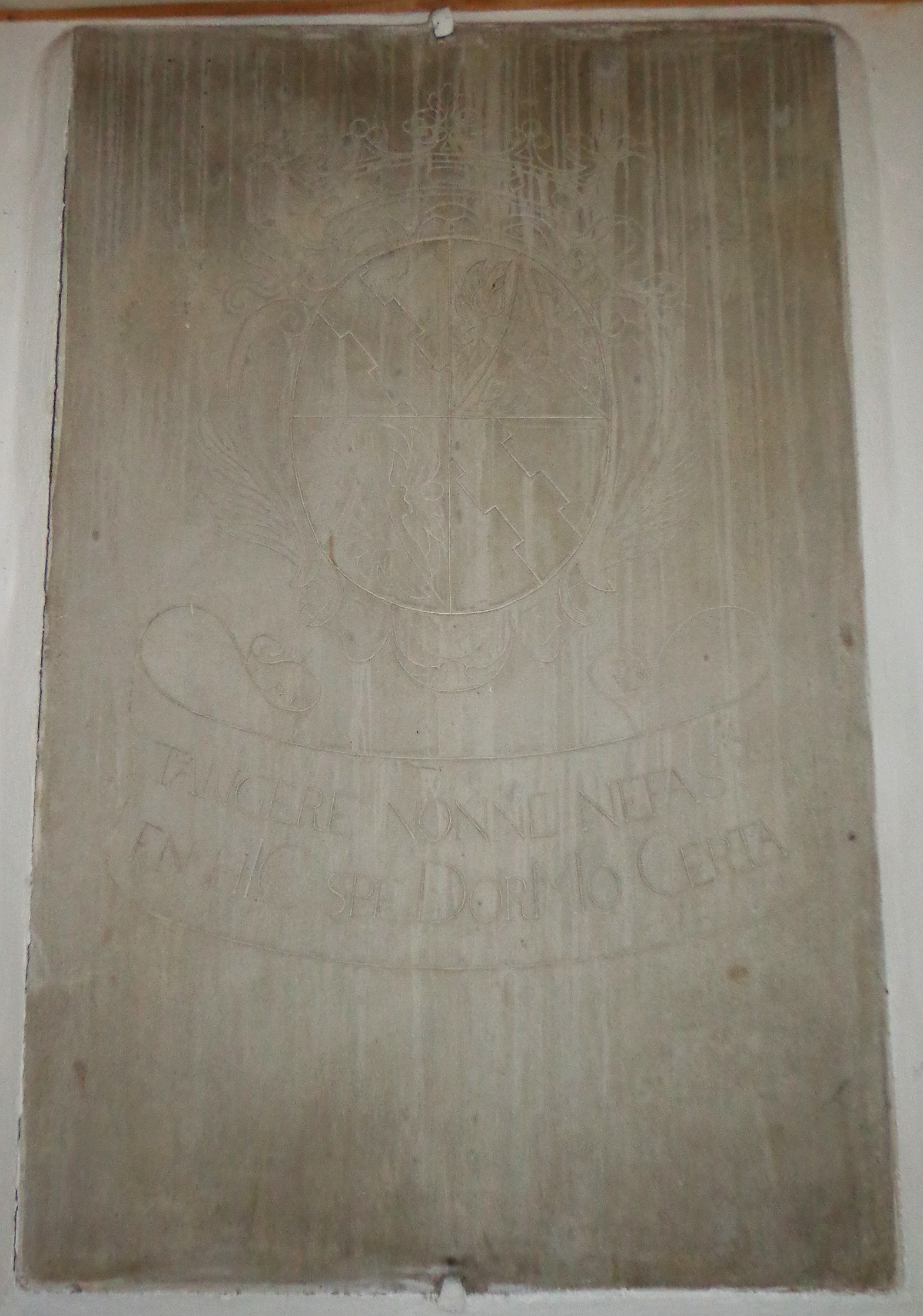
Die ehemalige Deckplatte der Ortenburg'schen Gruft, heute befindet sich diese im Altarraum in die Wand eingelassen. Das Chronogramm mit dem Jahr 1702 deutet auf die Bestattung Georg Philipps in jenem Jahr hin.

Nach Abschluss der Verhandlungen am 31. Januar 1699 wurde der Bericht der Kommission an den Fürstbischof von Passau weitergeleitet. Am 13. Oktober 1700 erhielten die Bürger eine Abschrift des vom Kaiser bestätigen Vergleiches, welche beide Seiten nur noch zu unterzeichnen bräuchten. Die Bürgerschaft tat dies umgehend, Graf Georg Philipp weigerte sich hingegen und wollte seine gräflichen Beamten an seiner Stelle unterschreiben lassen. Der Graf war der Meinung, sein Wort müsse reichen; einen Vertrag als Landesherr mit seinen Untertanen zu unterzeichnen, hielt er für nicht üblich. Die Bevölkerung beschwerte sich diesbezüglich beim Fürstbischof von Passau und beim Kaiser. Letzterer befahl dem Grafen mehrfach den Vergleich zu unterzeichnen, doch Georg Philipp weigerte sich hartnäckig. Am 5. Mai 1702 verstarb Georg Philipp jedoch. Daraufhin wurde sein Sohn Johann Georg offiziell neuer Regent der Grafschaft. Da dieser allerdings noch minderjährig war, übernahm Georg Philipps Ehefrau Gräfin Amalia Regina die Vormundschaft. Um den anhaltenden Konflikt mit der Bevölkerung zu beenden und sich mit den Bürgern wieder zu versöhnen, unterzeichnete sie schließlich den Vergleich.

## Nachkommen
Aus der Ehe mit der Gräfin Amalie Regina von Zinzendorf entstammen folgende Kinder:
- Johann Georg (* 14. November 1686 in Ortenburg, † 4. November 1725 ebenda), Graf von Ortenburg (1702 - 1725), ⚭ Susanne Louise (* 3. Oktober 1692 in Nürnberg, † 3. März 1709 in Ortenburg) Gräfin von Zinzendorf und Pottendorf, ⚭ Maria Albertina (* 20. Mai 1686 in Usingen, † 14. Januar 1786 in Ortenburg) Prinzessin von Nassau-Saarbrücken in Usingen
- Albrecht Friedrich (* 16. November 1687 in Ortenburg, † 18. März 1688 ebenda)